# آمدیا
آمدیا (انگلیسی: Amedia) شرکت رسانه‌ای نروژی است، که در سال ۱۹۴۸ تأسیس شد.